# André Cruz
Pour les articles homonymes, voir Cruz.
André Alves da Cruz, ou simplement André Cruz, est un footballeur brésilien né le 20 septembre 1968 à Piracicaba. 
Il a joué au poste de défenseur central, notamment avec le Standard de Liège, Naples, le Milan AC, le Sporting Lisbonne et l'équipe du Brésil. Il a été finaliste de la Coupe du monde 1998 avec le Brésil.

## Biographie
Il reçoit 47 sélections (dont 12 non officielles) avec l’équipe du Brésil.
André Cruz remporte la médaille d'argent aux Jeux olympiques de Séoul en 1988 et il est finaliste de la coupe du monde de 1998 avec l’équipe du Brésil.

## Carrière
- 1987 - 1989 : AA Ponte Preta ( Brésil)
- 1989 - 1990 : CR Flamengo ( Brésil)
- 1990 - 1994 : Standard de Liège ( Belgique)
- 1994 - 1997 : SSC Naples ( Italie)
- 1997 - 1999 : Milan AC ( Italie)
- 1999 - 1999 : Standard de Liège ( Belgique)
- 1999 - 1999 : Torino FC ( Italie)
- 1999 - 2002 : Sporting Portugal ( Portugal)
- 2002 - 2003 : Goiás EC ( Brésil)
- 2003 - 2003 : SC Internacional ( Brésil)
- 2004 : Goiás EC ( Brésil)[1],[2]

## Palmarès

### En équipe nationale
- Finaliste de la Coupe du monde 1998 avec l’équipe du Brésil
- Finaliste des Jeux olympiques de 1988 avec l'équipe du Brésil
- Vainqueur de la Copa América 1989 avec l’équipe du Brésil
- Vainqueur des Jeux panaméricains en 1987 avec l’équipe du Brésil

### En club
- Vainqueur de la Coupe du Brésil en 1990 avec Flamengo
- Vainqueur de la Coupe de Belgique en 1993 avec le Standard de Liège
- Champion d'Italie en 1999 avec le Milan AC
- Champion du Portugal en 2000 et 2002 avec le Sporting Portugal
- Vainqueur de la Supercoupe du Portugal en 2000 avec le Sporting Portugal
- Vainqueur de la Coupe du Portugal en 2002 avec le Sporting Portugal
- Champion de l'État du Rio Grande do Sul en 2003 avec le SC Internacional